# Iberia 1999
Iberia 1999 (w latach 1999–2024 Saburtalo Tbilisi, gruz. ს.კ. "საბურთალო" თბილისი) – gruziński klub piłkarski z siedzibą w stolicy kraju Tbilisi.

## Historia
Chronologia nazw:
- 1999: SK Saburtalo Tbilisi
- 2024: FC Iberia 1999

Klub został założony 20 sierpnia 1999 roku jako Saburtalo Tbilisi. Saburtalo to nazwa jednej z dzielnic Tbilisi. W 2005 roku klub został kupiony przez Business Holding "Iberia Business Group". Pan Prezydent Holdingu Tariel Checzikaszwili przedstawił plan rozwoju klubu, według którego SK Saburtalo miał stać się najlepszą akademią piłkarską w Gruzji. Na początku drużyny klubu brały udział w juniorskich turniejach.
Dopiero w sezonie 2013/14 zespół startował w Pirweli Lidze, gdzie zajął 8 miejsce w grupie B. Po zakończeniu sezonu 2014/15 zajął pierwsze miejsce w grupie A Pirweli Liga i awansował do Umaglesi Ligi.
27 lutego 2024 nazwa zespołu została zmieniona na Iberia 1999.

## Sukcesy

### Trofea krajowe
| \| \| Zdobyte trofea w rozgrywkach Gruzji (stan na: 04-12-2024) \| |                                                           |      |                  |
| Rozgrywki                                                          | Osiągnięcie                                               | Razy | Sezon(y)         |
| Mistrzostwo                                                        | I miejsce                                                 | 2    | 2018, 2024       |
| Mistrzostwo                                                        | II miejsce                                                | 0    |                  |
| Mistrzostwo                                                        | III miejsce                                               | 1    | 2019             |
| Puchar                                                             | zdobywca                                                  | 3    | 2019, 2021, 2023 |
| Puchar                                                             | finalista                                                 | 0    |                  |
| II liga                                                            | I miejsce                                                 | 1    | 2015 (grupa A)   |
| II liga                                                            | II miejsce                                                | 0    |                  |
| II liga                                                            | III miejsce                                               | 0    |                  |
| Gruzja                                                             | Zdobyte trofea w rozgrywkach Gruzji (stan na: 04-12-2024) |      |                  |

## Stadion
Klub rozgrywa swoje mecze domowe na stadionie Bendela w Tbilisi, który może pomieścić 2,000 widzów.

## Europejskie puchary
Legenda do wszystkich tabel:
- Q – runda eliminacyjna, 1/16, 1/8, 1/4, 1/2 – odpowiednia faza rozgrywek, Grupa – runda grupowa, 1r gr – pierwsza runda grupowa, 2r gr – druga runda grupowa, F – finał, R – runda, PO – play-off
- k. – rzuty karne, los. – losowanie, Dogr. – dogrywka, w. – zasada bramek strzelonych na wyjeździe

| Sezon   | Rozgrywki               | Runda | Przeciwnik          | Dom     | Wyjazd  | Ogólnie     |
| ------- | ----------------------- | ----- | ------------------- | ------- | ------- | ----------- |
| 2019/20 | Liga Mistrzów           | 1Q    | Sheriff Tyraspol    | 1–3     | 3–0     | 4–3         |
| 2019/20 | Liga Mistrzów           | 2Q    | Dinamo Zagrzeb      | 0–2     | 0–3     | 0–5         |
| 2019/20 | Liga Europy             | 3Q    | Ararat-Armenia      | 0–2     | 2–1     | 2–3         |
| 2020/21 | Liga Europy             | 1Q    | Apollon Limassol    | 1–5 (W) | 1–5 (W) | 1–5 (W)     |
| 2022/23 | Liga Konferencji Europy | 1Q    | Partizani Tirana    | 0–1     | 1–0     | 1–1, k: 5–4 |
| 2022/23 | Liga Konferencji Europy | 2Q    | FCSB                | 1–0     | 2–4     | 3–4         |
| 2024/25 | Liga Konferencji        | 2Q    | Partizani Tirana    | 2–0     | 0–0     | 2–0         |
| 2024/25 | Liga Konferencji        | 3Q    | İstanbul Başakşehir | 0–1     | 0–2     | 0–3         |
| 2025/26 | Liga Mistrzów           | 1Q    | Malmö FF            | 1–3     | 1–3     | 2–6         |
| 2025/26 | Liga Konferencji        | 2Q    | Levadia Tallinn     | 2–2     | 0–1     | 2–3, Dogr.  |